# Liste der Naturdenkmale in Norheim
Die Liste der Naturdenkmale in Norheim nennt die im Gemeindegebiet von Norheim ausgewiesenen Naturdenkmale (Stand 7. März 2024).

## Naturdenkmale
| Nr.         | Bezeichnung | Lage                                 | Beschreibung                                | Bild                          |
| ----------- | ----------- | ------------------------------------ | ------------------------------------------- | ----------------------------- |
| ND-7133-430 | Kafels      | westlich des Ortes; Flur Kafels Lage | Porphyrfelswand; flächenhaftes Naturdenkmal | mehr Fotos \| Fotos hochladen |